# Vlag van Effen

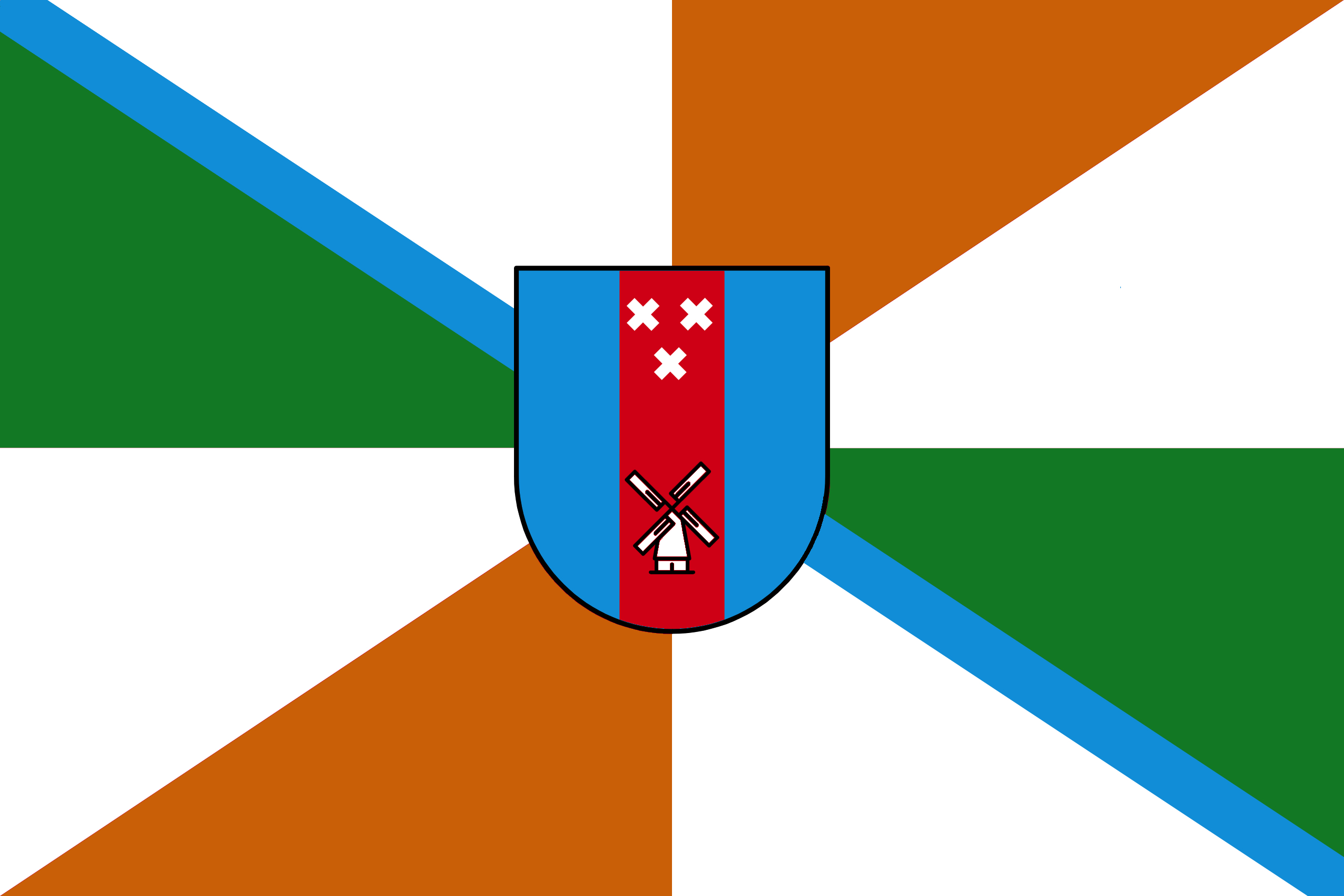
Dorpsvlag van Effen

De vlag van Effen werd op 2022 door het Nederlandse dorp Effen in gebruik genomen. De vlag is ontworpen door Effenaar Bart Lauwen, met inspraak van de overige dorpsbewoners. De vlag bestaat uit acht gelijke driehoekige vormen in het groen, oranje en wit. Op het midden van de vlag bevat een blauwe wapenschild met hierin een rode verticale baan. In de rode baan zijn drie Bredase Andreaskruizen opgenomen en onderin de verdwenen molen de ‘Zeldenrust’.

## Symboliek
De kleuren hebben allen een eigen betekenis:
- Het groen is van de weilanden, de natuur en van de vlag van Princenhage waartoe Effen lange tijd behoorden;
- Het oranje doet denken aan de dakpannen van de kerk, en de roestige slootgrond van de Turfvaart nabij Effen;
- De blauwe lijn van links naar rechts diagonaal staat symbool voor het water van de Aa of Weerrijs dat langs Effen stroomt;
- Het midden van de vlag bestaat uit het wapen schild met de molen waarnaar Effen is vernoemd met een rode banier met de kruizen van Breda;
- Tot slot doet het motief van de gekleurde vlakken denken aan die wieken van de voormalige molen van Effen. De witte vlakken symboliseren de vier gewesten van Effen, te weten Overa, de Rith, 't Hout en Effen.

Acht
· Alphen
· Bavel
· Berghem
· Berlicum
· Biest-Houtakker
· Borkel en Schaft
· Chaam
· Cromvoirt
· Cuijk
· Den Dungen
· Dinteloord
· Effen
· Esch
· Galder
· Geeren-Noord
· Gemonde
· Haagse Beemden
· Haaren
· Halsteren
· Helvoirt
· Herpen
· Heusden
· Langenboom
· Leur
· Megen, Haren en Macharen
· Moergestel
· Nieuw-Vossemeer
· Nuland
· Olland
· Orthen
· Princenhage
· Ravenstein
· Rosmalen
· Sint-Michielsgestel
· Sprang
· Steenbergen
· Strijbeek
· Teteringen
· Ulvenhout
· Udenhout
· Velp
· Vierlingsbeek
· Waspik
· Wintelre